# Groupe d'UGC 11289
Le groupe d'UGC 11289 comprend au moins six galaxies situées dans la constellation d'Hercule. La distance moyenne entre ce groupe et la Voie lactée est d'environ 57,2 Mpc (∼187 millions d'al).

## Membres
Le tableau ci-dessous liste les quatre galaxies du groupe indiquées dans l'article de A.M. Garcia paru en 1993.
| Nom         | Class. | Type                        | α (J2000.0)    | δ (J2000.0)   | Vitesse radiale (km/s) | m                | Distance (Mpc) | Diamètre (kal) |
| ----------- | ------ | --------------------------- | -------------- | ------------- | ---------------------- | ---------------- | -------------- | -------------- |
| NGC 6641    | SBa    | Spirale barrée              | 18h 28m 57.37s | 22° 54′ 10.8″ | 4145 ± 10              | 13,4             | 59,2 ± 4,2     | 71             |
| NGC 6658    | S0     | Lenticulaire                | 18h 33m 55.65s | 22° 53′ 17.8″ | 3735 ± 15              | 12,9             | 53,1 ± 3,7     | 102            |
| UGC 11246   | Sab    | Spirale                     | 18h 28m 23.88s | 22° 44′ 12.8″ | 4171 ± 7               | 14,3             | 59,6 ± 4,2     | 106            |
| UGC 11261   | Sdm?   | Spirale magellanique        | 18h 31m 07.45s | 22° 24′ 24.6″ | 3945 ± 4               | 14,9             | 56,2 ± 3,9     | 68             |
| UGC 11289   | Sb     | Spirale                     | 18h 35m 47.50s | 22° 28′ 14.1″ | 3990 ± 1               | 14,4             | 56,8 ± 4,0     | 94             |
| UGC 11302 A | SBdm   | Spirale barrée magellanique | 18h 37m 54.73s | 22° 04′ 32.4″ | 4102 ± 1               | 11,267 ± 0,046 B | 58,4 ± 4,1     | 71             |

- A PGC 62160 (ou UGC 11289)faussement identifié par Garcia (ainsi que par Simbad) à NGC 6669 qui est un groupe d'étoiles.
- B Dans l'infrarouge.

Le site DeepskyLog permet de trouver aisément les constellations des galaxies mentionnées dans ce tableau ou si elles ne s'y trouvent pas, l'outil du site constellation permet de le faire à l'aide des coordonnées de la galaxie. Sauf indication contraire, les données proviennent du site NASA/IPAC.